# En rem af huden
En rem af huden er en dokumentarfilm fra 2003 instrueret af Michael Noer.

## Handling
Filmen skildrer Ole Ege, der var direktør for det erotiske museum, Museum Erotica, der blev oprettet i 1992 af Ole Ege. Vi følger Ege igennem, hvad vi må opfatte som et døgn, fra han om morgenen gennemfører sit morgenritual, til han næste morgen gennemgår det samme. Undervejs følger vi ham på hans kontor på Museum Erotica, på værtshus og i hjemmet. Igennem filmen fortæller Ege om sine overvejelser om pornografi, det at fotografere mm. Centralt i filmen står fortællingen om og nogle refleksioner over forholdet til Ulla Bjergskov. Hun var Eges samlever i starten af 1970'erne og hans store kærlighed.